# Algrafia

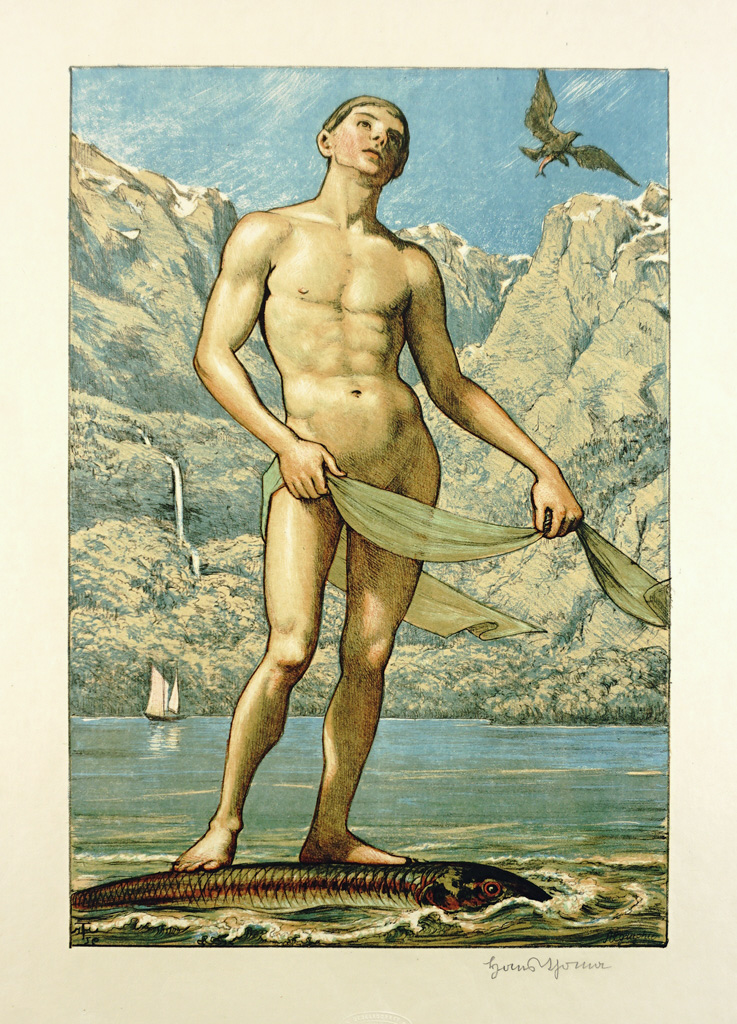
Hans Thoma: Ganimedes, algrafia, 1895 r.

Algrafia, aluminografia (z niem. Algraphie) — jedna z pierwszych technik druku płaskiego, wynaleziona w 1892 roku. Po raz pierwszy zastosowana przez Josefa Scholza w Moguncji. W technice tej formą drukową jest cienka płyta aluminiowa, szlifowana, następnie ziarnowana i pokrywana materiałem światłoczułym. Na tej powłoce nanoszony jest negatyw rysunku.
Algrafia była techniką przemysłową stosowana do druku precyzyjnych prac, np. map, umożliwiając większą precyzję niż stosowana do tej pory litografia. Umożliwiała druk wielokolorowy. Technikę algrafii stosowali do celów artystycznych m.in. Leon Wyczółkowski, Teodor Axentowicz, Oskar Laske. Dziś aluminografia stosowana jest jedynie jako jedna z technik artystycznych.